# William John Adie
William John Adie (Geelong, 31 ottobre 1886 – 17 marzo 1935) è stato un neurologo inglese.
Fu medico del National hospital for nervous diseases di Londra.

### Opere
- Price's textbook of the practise of medicine (parte neurologica)